# Stenopogon roederii
Stenopogon roederii là một loài ruồi trong họ Asilidae. Stenopogon roederii được Bezzi miêu tả năm 1895. Loài này phân bố ở vùng Cổ Bắc giới.